# Hervé Pasqua
Pour les articles homonymes, voir Pasqua.
Hervé Pasqua est un philosophe français né à Alger le 9 mai 1947.

## Biographie
Docteur habilité à diriger des recherches en philosophie. Membre du Centre de Recherche en Histoire des Idées (CRHI), département de philosophie, Université de Nice Sophia Antipolis.
Il effectue des recherches sur le néoplatonisme dans le cadre d’une vaste réflexion sur le rapport entre l'Un et l'Être. Ses études visent à dégager la perspective d’un Être qui, au-delà de toute ontothéologie réduisant l’Être à un étant, tiendrait le rôle que joue l’Un dans la pensée d’inspiration néoplatonicienne.
Hervé Pasqua a enseigné à l’université de Bourgogne, et dirigé l'Institut Catholique de Rennes (ICR), professeur invité de plusieurs universités en France et à l’étranger. Il a publié de nombreux  articles et  comptes rendus, dans les revues de philosophie en France et à l’étranger telles que Revue philosophique de Louvain, Les études philosophiques, Revue des sciences philosophiques et théologiques.

## Ouvrages
- Bas-fonds et profondeur : critique de l'idolâtrie et métaphysique de l'espérance, Klincksieck, Paris, 1985
- Opinion et vérité : Opinión y verdad, Rialp, Madrid, 1991 ; Opinione & verità : sapienza, tecnologia, umanesimo da Pilato a Frankenstein, Ares, Milan, 1994
- Histoire de l’Un : la question du principe de Parménide à Nicolas de Cues, Éditions universitaires, Paris, 1993
- Introduction à la lecture de “Être et temps” de Martin Heidegger, L’Âge d’Homme, Paris, 1993
- Pascal, penseur de la grâce, Téqui, Paris, 2000
- Traduction, introduction et notes de Du non-autre — Le guide du penseur, de Nicolas de Cues, Éditions du Cerf, Paris, 2002
- Qu'est-ce que le christianisme ? Manuel à l'usage de ceux qui respirent large, Éditions du Cerf, Paris, 2004
- Maître Eckhart ou le procès de l’Un, Éditions du Cerf, Paris, 2006

## Traductions
- La Docte ignorance, de Nicolas de Cues, Éditions Payot, Paris, 2008.
- La Paix de la foi, de Nicolas de Cues, Téqui, Paris, 2008.
- Le Coran tamisé, de Nicolas de Cues, PUF coll. Épiméthée, Paris, 2011.
- Les dialogues de l'Idiot, de Nicolas de Cues, PUF coll. Épiméthée, Paris, 2011.
- L'unité de l'agir selon J. H. Newman, Ad solem, Paris, 2012.
- La vision de Dieu, d'Augustin d'Hippone, PUF coll. Épiméthée, Paris, 2013.
- Le Jeu de la boule, de Nicolas de Cues, Paris, Cerf, 2019.